# 塔拉塞亞縣
5°33′11″S 150°08′13″E / 5.553°S 150.137°E
塔拉塞亞縣（英語：Talasea District），是巴布亞新畿內亞西新不列顛省的縣份之一，位於新不列顛島西部，首府設於金貝，面積7,888平方公里，2011年人口189,999，人口密度每平方公里24人。